# Řikonín
Řikonín (německy Rikonin) je obec v okrese Brno-venkov v Jihomoravském kraji. Rozkládá se v Křižanovské vrchovině, přibližně devět kilometrů západně od Tišnova. Žije zde 60 obyvatel.

## Název
Místní jméno bylo odvozeno od osobního jména Řikoně, což byla domácká podoba jména Řik (německého původu). Význam místního jména byl "Řikoňův majetek".

## Historie
První písemná zmínka o obci pochází z roku 1365 (Rzicowin).
K 1. lednu 2005 byla obec Řikonín společně s dalšími 23 obcemi převedena z okresu Žďár nad Sázavou (Kraj Vysočina) do okresu Brno-venkov (Jihomoravský kraj).

### Železniční nehoda
Dne 11. prosince 1970 došlo západně od vesnice a zdejší železniční stanice, na rozhraní katastrálních území obcí Žďárec a Lubné, k jedné z největších železničních nehod na území dnešní ČR. Expres Pannonia narazil do již vykolejeného nákladního vlaku a dva jeho osobní vozy poté spadly z viaduktu přes říčku Libochůvku do hloubky 30 a 10 metrů. Při nehodě zahynulo 31 lidí.

### Volby
Při volbách do Evropského parlamentu v roce 2014 byl Řikonín jedinou obcí v České republice, kde byla nulová účast. Ve volebním seznamu bylo zapsáno 28 voličů. V předcházejících předčasných parlamentních volbách (2013) byla zdejší účast 92 %.

## Obyvatelstvo
Ve sčítání lidu 2011 bylo v Řikoníně zjištěno 35 obyvatel. Z toho 20 lidí (57,14 %) se přihlásilo k moravské národnosti, 14 osob (40 %) udalo národnost českou a 1 člověk (2,86 %) žádnou národnost neuvedl.
| Rok            | 1869 | 1880 | 1890 | 1900 | 1910 | 1921 | 1930 | 1950 | 1961 | 1970 | 1980 | 1991 | 2001 | 2011 | 2021 |
| -------------- | ---- | ---- | ---- | ---- | ---- | ---- | ---- | ---- | ---- | ---- | ---- | ---- | ---- | ---- | ---- |
| Počet obyvatel | 111  | 108  | 98   | 91   | 80   | 75   | 75   | 63   | 63   | 52   | 43   | 42   | 41   | 35   | 52   |
| Počet domů     | 15   | 16   | 16   | 16   | 15   | 14   | 14   | 15   | 16   | 14   | 15   | 18   | 20   | 21   | 15   |

Vývoj počtu obyvatel

## Obecní správa

### Obecní symboly
Znak a vlajka byly obci uděleny rozhodnutím předsedy Poslanecké sněmovny Parlamentu České republiky dne 22. října 2008.

## Galerie

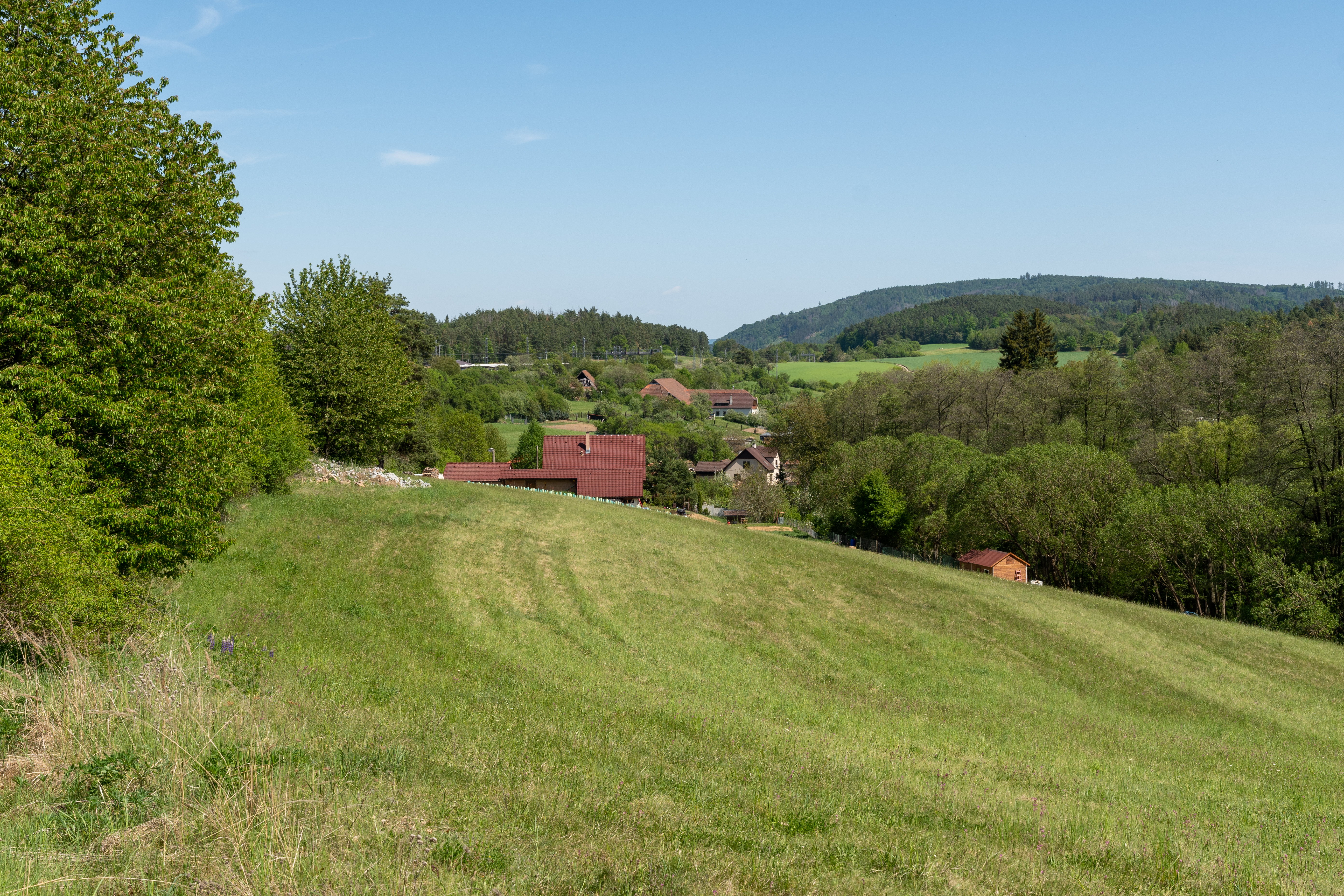
Řikonín od západu
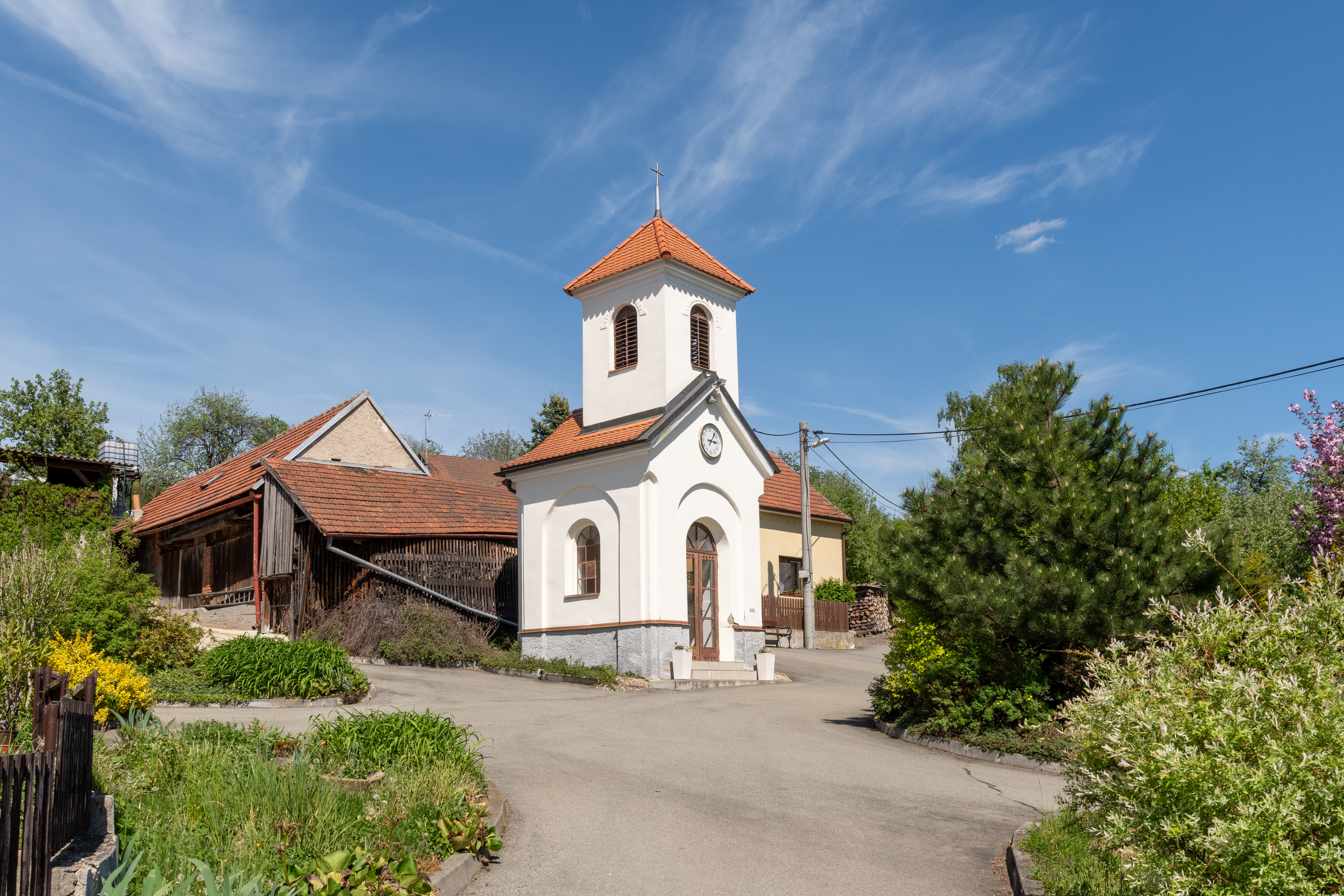
Kaplička na svažité návsi
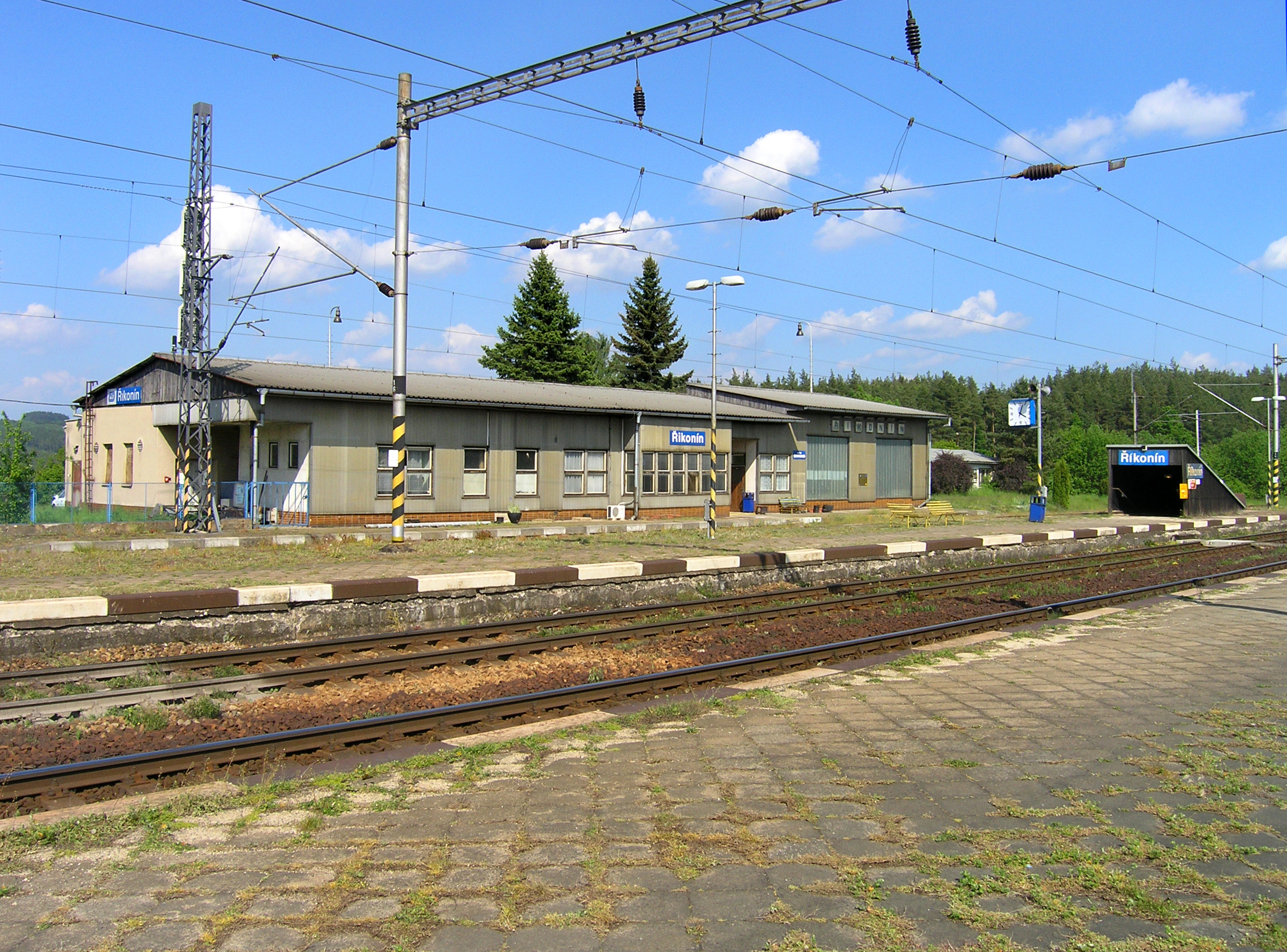
Nádraží v roce 2011
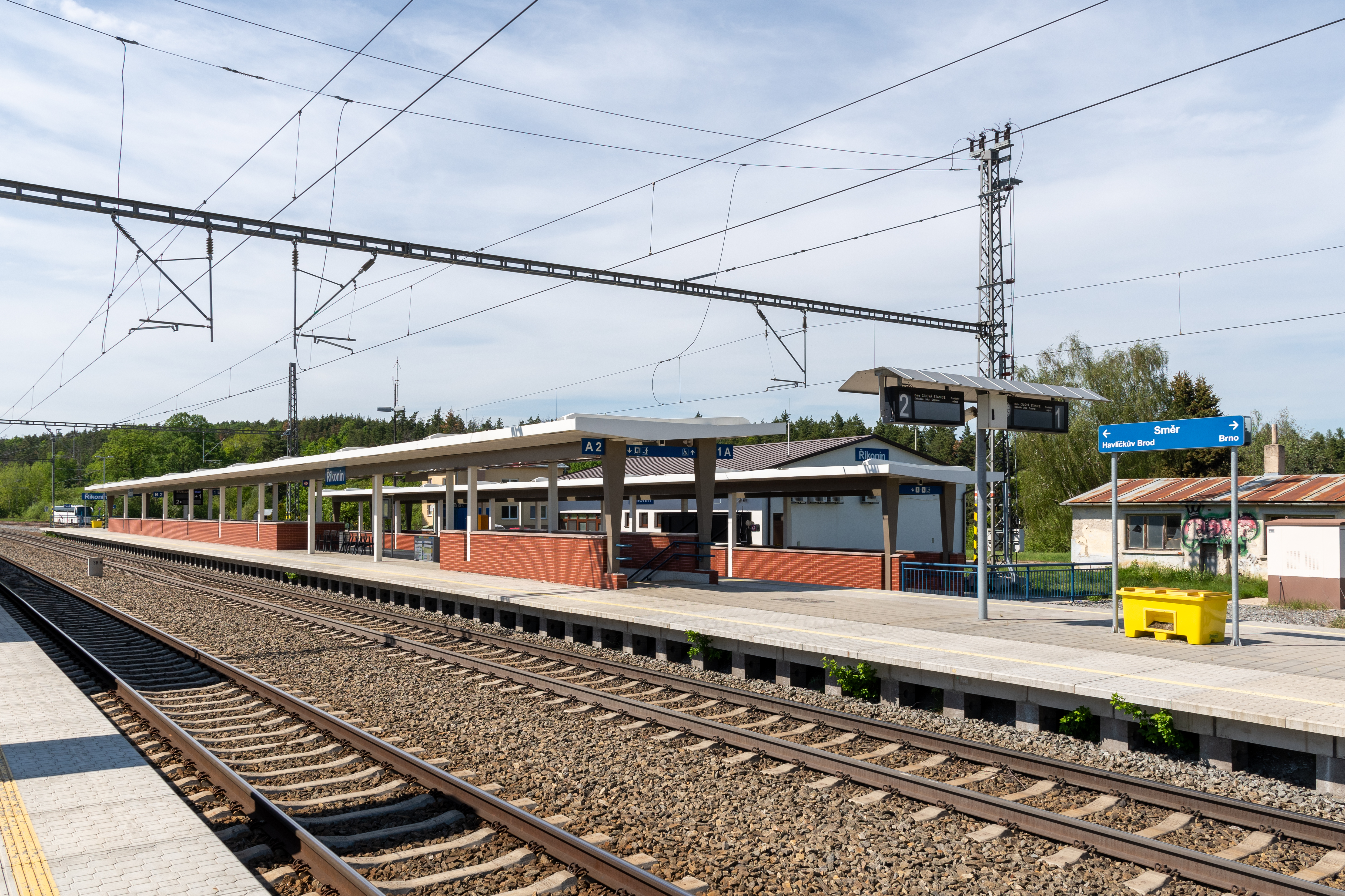
Nádraží v roce 2022
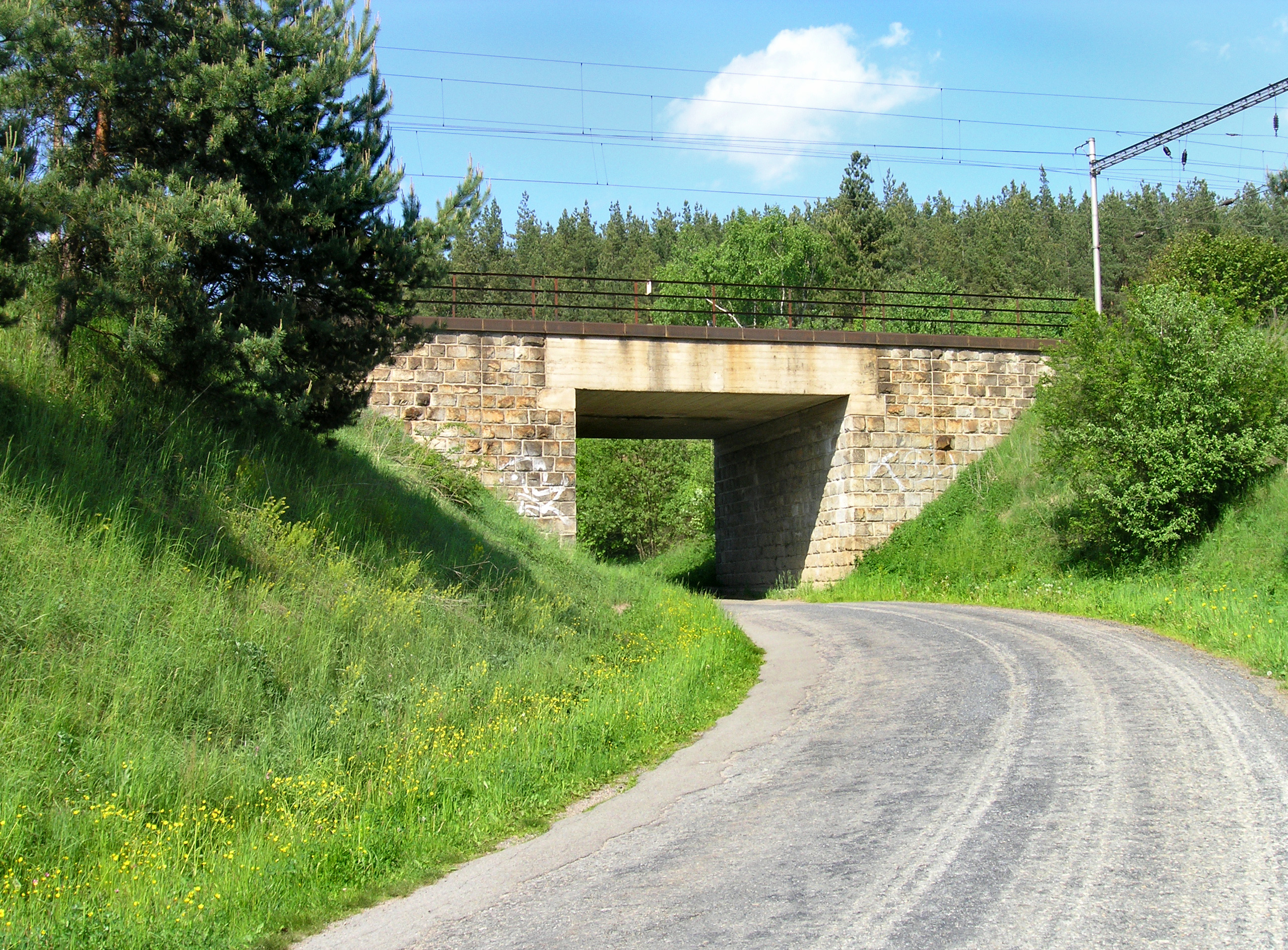
Podjezd pod tratí